# مانغو (نيجيريا)
مانغو هي منطقة حكومية محلية في ولاية بلاتو بجمهورية نيجيريا الاتحادية. يقع مقرها الرئيسي في مدينة مانغو جنوب شرق العاصمة جوس. تبلغ مساحة المنطقة 1,653كم 2 بينما يبلغ عدد سكانها 294,931 نسمة حسب تعداد 2006.
المجموعة العرقية الرئيسية الموجودة في مانغو هو شعب مواغافول [الفرنسية].
تستضيف حكومة مانغو المحلية مصنع أول وأغلى مياه زجاجة في نيجيريا؛ مياه سوان النابعة، تقع على سفح جبال كيرانغ البركانية.
الرمز البريدي للمنطقة هو 932. 